# خالد إبراهيم جمعة
خالد إبراهيم جمعة (مواليد 25 ديسمبر 1962) عداء بحريني سابق شارك في سباق 100 متر في دورة الألعاب الأولمبية الصيفية 1992 في برشلونة بإسبانيا. حقق زمن قدره 10.80 ثانية الذي لم يكن كافيا للتأهل للجولة التالية وكان قد عاني من ارتفاع في درجات الحرارة. حقق خالد رقمه القياسي بزمن قدره 10.41 ثانية في عام 1991. في عام 1992 حقق أفضل زمن له في سباق 200 متر وقدره 21.55 ثانية. كما شارك أيضا في سباق 100 متر في دورة الألعاب الأولمبية الصيفية 1988 في سيئول بكوريا الجنوبية وحقق زمن قدره 10.80 ثانية.

## روابط خارجية
- خالد إبراهيم جمعة على موقع الاتحاد الدولي لألعاب القوى (الإنجليزية)
- خالد إبراهيم جمعة على موقع أوليمبيديا (الإنجليزية)